# 4-Aminobifenil
A 4-aminobifenil az aromás aminok közé tartozó szerves vegyület, a bifenil amin származéka.
Az azoszínezékek gyártásában használják. Ismert emberi karcinogén, ezért már nagyrészt más, kevésbé mérgező vegyületeket használnak helyette. A benizidinre hasonlít.

## Fordítás
Ez a szócikk részben vagy egészben a 4-Aminobiphenyl című angol Wikipédia-szócikk ezen változatának fordításán alapul.  Az eredeti cikk szerkesztőit annak laptörténete sorolja fel. Ez a jelzés csupán a megfogalmazás eredetét és a szerzői jogokat jelzi, nem szolgál a cikkben szereplő információk forrásmegjelöléseként.